# 大粗枝蘚
大粗枝蘚（学名：Gollania robusta）为灰蘚科粗枝蘚屬下的一个种。

## 扩展阅读
- 維基物種上的相關：大粗枝蘚